# Trymalium floribundum
Trymalium floribundum är en brakvedsväxtart. Trymalium floribundum ingår i släktet Trymalium och familjen brakvedsväxter.

## Underarter
Arten delas in i följande underarter:
- T. f. floribundum
- T. f. trifidum